# Zettlitz (Gefrees)
Zettlitz ist ein Gemeindeteil der Stadt Gefrees im Landkreis Bayreuth (Oberfranken, Bayern). Die Gemarkung Zettlitz hat eine Fläche von 3,476 km². Sie ist in 622 Flurstücke aufgeteilt, die eine durchschnittliche Flurstücksfläche von 5588,10 m² haben. Die Einöden Brand und Brandhof zählen zum Gemeindeteil Zettlitz.

## Geographie
Das Dorf liegt auf freier Flur am Lübnitzbach, einem linken Zufluss der Ölschnitz, und am Tannenreuther Bach, der innerorts als linker Zufluss in den Lübnitzbach mündet. Die Kreisstraße BT 4/HO 19 führt nach Grossenau (1,3 km nordöstlich) bzw. an Wundenbach vorbei nach Gefrees (3 km südwestlich). Eine Gemeindeverbindungsstraße führt zur Kreisstraße BT 48 (1,1 km nordwestlich). Ein Wirtschaftsweg führt nach Brand (0,7 km nordöstlich).

## Geschichte
Der Ort wurde 1366 als „Zedlitz“ erstmals urkundlich erwähnt.
Gegen Ende des 18. Jahrhunderts bestand Zettlitz aus 28 Anwesen. Die Hochgerichtsbarkeit nördlich des Lübnitzbachs stand dem bayreuthischen Stadtrichteramt Münchberg zu, südlich des Lübnitzbaches dem Stadtvogteiamt Gefrees. Das Rittergut Förbau hatte über seine Lehensleute die limitierte Cent und die Dorf- und Gemeindeherrschaft. Ansonsten war das Kastenamt Gefrees Gemeindeherr. Grundherren waren
- das Kastenamt Gefrees: 3 Drittelhöfe, 1 Söldengut, 1 Tropfhaus;
- das Rittergut Förbau: 9 Halbhöfe, 8 Viertelhöfe, 2 Drittelhofgüter, 1 Gut, 1 Söldengut, 1 Söldengütlein, 1 Gütlein.[7]

Von 1797 bis 1810 unterstand Zettlitz dem Justiz- und Kammeramt Gefrees. Infolge des Ersten Gemeindeedikts wurde 1812 der Steuerdistrikt Zettlitz gebildet. Zu diesem gehörten Bucheck, Lübnitz, Neuenreuth, Tannenreuth, Walpenreuth, Witzleshofen und Wundenbach. Zugleich entstand die Ruralgemeinde Zettlitz, zu der Lübnitz, Neuenreuth und Wundenbach gehörten. Sie war in Verwaltung und Gerichtsbarkeit dem Landgericht Gefrees zugeordnet und in der Finanzverwaltung dem Rentamt Gefrees. 23 Anwesen unterstanden in der freiwilligen Gerichtsbarkeit dem Patrimonialgericht Schwarzenbach-Förbau. 1819 bildete Wundenbach mit Lübnitz und Neuenreuth eine eigene Ruralgemeinde. 1840 wurde die Gemeinde Zettlitz an das Landgericht Berneck und an das Rentamt Marktschorgast überwiesen (1919 in Finanzamt Marktschorgast umbenannt). Ab 1862 gehörte Zettlitz zum Bezirksamt Berneck. Die Gerichtsbarkeit blieb beim Landgericht Berneck (1879 in Amtsgericht Berneck umgewandelt). 1929 wurde die Gemeinde schließlich an das Bezirksamt Münchberg (1939 in Landkreis Münchberg umbenannt) und das Finanzamt Münchberg abgegeben, 1931 auch an das Amtsgericht Münchberg. Seit 1959 ist das Amtsgericht Bayreuth zuständig. Die Gemeinde hatte 1964 eine Gebietsfläche von 3,475 km². Im Zuge der Gebietsreform in Bayern wurde Zettlitz am 1. Juli 1971 nach Gefrees eingemeindet.

### Ehemalige Baudenkmäler
- Haus Nr. 3: Wohnstallhaus des 18./19. Jahrhunderts, mit Satteldach und Eckquaderung, Giebel verschalt.[12]
- Haus Nr. 6: zugehörig Satteldachscheune mit Riegelwand, 18. Jahrhundert.[12]
- Haus Nr. 29: Wohnstallbau mit Satteldach, die Stalltür am Scheitelstein bezeichnet „J. A. H. 1832“ (=Johann Adam Hörath). Giebel Fachwerk, zum Teil verschalt. Stall mit Gewölbe auf Mittelpfeiler.[12]

### Einwohnerentwicklung
Gemeinde Zettlitz
| Jahr      | 1812  | 1840   | 1852   | 1855   | 1861   | 1867   | 1871   | 1875   | 1880   | 1885   | 1890   | 1895   | 1900   | 1905   | 1910   | 1919   | 1925   | 1933   | 1939   | 1946   | 1950   | 1952   | 1961  | 1970   | 1987   | 2017  |
| Einwohner | 362   | 257    | 296    | 294    | 285    | 287    | 287    | 278    | 288    | 293    | 268    | 261    | 241    | 224    | 223    | 200    | 197    | 188    | 184    | 223    | 219    | 205    | 171   | 153    | 122    | 110   |
| Häuser    | 63    |        |        |        |        |        | 42     |        |        | 40     | 49     |        | 38     |        |        |        | 38     |        |        |        | 36     |        | 38    |        | 36     |       |
| Quelle    | [ 8 ] | [ 14 ] | [ 14 ] | [ 14 ] | [ 15 ] | [ 16 ] | [ 17 ] | [ 18 ] | [ 19 ] | [ 20 ] | [ 21 ] | [ 14 ] | [ 22 ] | [ 14 ] | [ 23 ] | [ 14 ] | [ 24 ] | [ 25 ] | [ 25 ] | [ 25 ] | [ 26 ] | [ 25 ] | [ 9 ] | [ 27 ] | [ 28 ] | [ 2 ] |

## Religion
Zettlitz ist nach St. Johannes der Täufer (Gefrees) gepfarrt und seit der Reformation evangelisch-lutherisch geprägt.